# حسن‌آباد (بردسکن)
حسن‌آباد نام روستایی از توابع بخش شهرآباد شهرستان بردسکن در استان خراسان رضوی است. این روستا در دهستان شهرآباد قرار دارد و براساس سرشماری سال ۱۳۸۵ جمعیت آن ۱٬۳۷۳ نفر (۳۶۰ خانوار) بوده است.